# INOKI GENOME 〜Super Stars Festival 2011〜
INOKI GENOME〜Super Stars Festival 2011〜（イノキゲノム〜スーパースターズフェスティバル2011〜）は、IGFが主催するプロレス興行である。

## 概要
- アントニオ猪木が東日本大震災チャリティー興行として開催を発表。
- 同日は日本武道館にてメジャー3団体による合同興行「ALL TOGETHER」の開催が既に発表されており、意図的に同日開催に重ねてきた。ただし「ALL TOGETHER」の主催者である東京スポーツは本興行にも後援として名を連ねており、完全に敵対しているというわけではない。
- 同時開催によって、各地からもっとファンが集まるという姿勢を語っているが、アントニオ猪木に「ALL TOGETHER」の呼びかけがこなかったことが理由とも語られている。
- また、同日には準メジャー団体のZERO1も「橋本真也7回忌記念大会」を橋本の地元・岐阜県土岐市で開催した。
- 興行内では2011年に創設されたIGFチャンピオンシップを始め、異種格闘技戦も組み込まれる。
- また、IGFではプロデューサーに専念している蝶野正洋が1試合限定で選手としてリングに上がった。
- 当初はIGFチャンピオンシップトーナメント決勝戦としてジョシュ・バーネット対ジェロム・レ・バンナ戦が行なわれる予定だったが、8月19日になってバーネットの欠場が発表された[1]。バーネットは9月10日に開催されるStrikeforce興行（Strikeforce: Barnett vs. Kharitonov）への出場を優先させたものと見られており、IGFではバーネットに対する法的措置も検討するとしている[2]。その後協議を重ねた結果、レ・バンナの不戦勝と扱い初代王者として、初防衛戦を行なうことになった。
- 当初参戦予定であったボブ・サップは、特に公式発表もなく参戦選手から削除されていた。

## 主催団体等
- 主催：イノキ・ゲノム・フェデレーション株式会社
- 特別協賛：KONAMI
- 協賛：HEIWA、FIELDS
- 後援：サンケイスポーツ、スポーツニッポン新聞社、デイリースポーツ、東京中日スポーツ、日刊スポーツ新聞社、報知新聞社、東京スポーツ新聞社、ベースボール・マガジン社、ニッポン放送

## カード
| シングルマッチ 10分1本勝負                                             |                                      |                      |
| ▲定アキラ                                                              | 10分00秒 時間切れ引き分け            | 松井大二郎▲          |
| IGFキックボクシングルールマッチ                                        |                                      |                      |
| ○木村秀和                                                              | 3R 3分00秒 判定勝ち 判定3-0          | MASASHI●             |
| IGF柔術 vs キックボクシング                                            |                                      |                      |
| ○タカ・クノウ                                                          | 2分51秒 逆十字固め                   | バル・ハーン●        |
| シングルマッチ                                                         |                                      |                      |
| ○ケンドー・カシン                                                      | 6分50秒 雪崩式飛びつき逆十字固め     | ブラック・タイガー●  |
| シングルマッチ                                                         |                                      |                      |
| ▲エリック・ハマー                                                      | 5分45秒 両者リングアウト             | ボビー・ラシュリー▲  |
| 藤波辰爾デビュー40周年特別試合・第4弾 レジェンドスーパースターズマッチ |                                      |                      |
| ▲藤波辰爾                                                              | 10分00秒 時間切れ引き分け            | ミル・マスカラス▲    |
| 黒のカリスマ vs コスプレファイター 異種対決!!                          |                                      |                      |
| ○蝶野正洋                                                              | 12分58秒 S.T.F                       | 長島☆自演乙☆雄一郎●  |
| シングルマッチ                                                         |                                      |                      |
| ○小川直也                                                              | 12分45秒 レフェリーストップ          | 澤田敦士●            |
| シングルマッチ                                                         |                                      |                      |
| ●モンターニャ・シウバ                                                  | 3分40秒 反則                         | レイ・セフォー○      |
| シングルマッチ                                                         |                                      |                      |
| ○鈴木秀樹                                                              | 4分47秒 ダブルアーム・スープレックス | ハリー・スミス●      |
| オランダの怪童 vs IGFの怪童                                            |                                      |                      |
| ○ピーター・アーツ                                                      | 11分01秒 TKO                         | 鈴川真一●            |
| IGFチャンピオンシップ                                                  |                                      |                      |
| ○ジェロム・レ・バンナ （初代王者）                                     | 4分57秒 KO                           | 藤田和之● （挑戦者） |
| 初代王者が初防衛に成功。                                               |                                      |                      |

## その他
- 恒例の猪木劇場において、ジャイアント馬場に扮したチェ・ホンマンが登場。そこへアブドーラ・ザ・ブッチャーとタイガー・ジェット・シンが乱入し、32年前の『プロレス夢のオールスター戦』を再現してみせた。
- ケンドー・カシンは入場曲の前奏に「ALL TOGETHER」の一部分を使用、試合終了後には、実況アナへ「みんな、ひとつにならなきゃいけない、オールトゥゲザーだよ」と言葉を残して退場した。